# Thomas Poulsen (roer)
 For alternative betydninger, se Thomas Poulsen. (Se også artikler, som begynder med Thomas Poulsen)
Thomas Poulsen (født 16. februar 1970 i Hørsholm) er en dansk tidligere letvægtsroer, der er kendt fra "Guldfireren". Han var med i den oprindelige besætning, der vandt den første VM-guldmedalje i 1994 samt OL-guld i 1996. Han var i alt med til at vinde fire VM- guld og én -sølv i perioden 1994-1999. Poulsen roede for Danske Studenters Roklub.
I mange år var det tradition i dansk roning, at en båd, der konkurrerede ved internationale konkurrencer, bestod af roere fra samme klub. I begyndelsen af 1990'erne besluttede Dansk Forening for Rosport at bryde med det princip, og en af de bådklasser, der blev satset på, var letfægtsfireren. Denne disciplin skulle debutere ved OL 1996, og derfor var målet i første omgang at samle en slagkraftig besætning, der skulle klare sig godt ved legene. I 1993 fandt man den originale besætning bestående af Poulsen, Eskild Ebbesen, Victor Feddersen og Niels Laulund.
Allerede i 1994 vandt denne båd sit første VM-guld, og efter sølv ved VM det følgende år var der store forventninger til OL-deltagelsen. Den danske båd vandt klart sit indledende heat samt sin semifinale, og i en tæt finale vandt danskerne med 55/100 sekund til sølvvinderne fra Canada og USA et stykke længere tilbage. Det var denne præstation, der gav båden sit tilnavn, som kom til at hænge ved i mange år fremover.
Årene efter OL 1996 var båden helt suveræn på den internationale scene og vandt VM-guld hvert af årene 1997-1999, selv med en enkelt udskiftning. I den tidlige sommer 2000 døjede Thomas Poulsen med en skade, og det blev en kendsgerning, at han ikke blev klar til OL samme år, så han blev afløst af Søren Madsen kort før OL.
Efter sin aktive karriere er Thomas Poulsen fortsat aktiv i romiljøet og har i en periode været landstræner. Pr. 2018 er han igen indgået i landstrænergruppen.